# نادي شباب العرائش
شباب العرائش هو نادي رياضي مغربي من مدينة العرائش شمال المغرب. يعتبر النادي امتدادا لنادي في المدينة أسسه معمرون إسبان سنة 1940 أيام كانت المدينة تحت الاحتلال الإسباني (من 1912 إلى 1956) تحت اسم باطروناطو العرائش.

## شعارات النادي

شعار نادي باطروناطو ديبورتيفو العرائش (من 1940 إلى 1947)
شعار نادي العرائش لكرة القدم (من 1947 إلى 1956)
شعار شباب العرائش (من 1956 إلى 2011)

شعار نادي شباب العرائش الحالي منذ 2012 المشابه لشعار نادي ملقة الإسباني
شعار نادي ملقة الإسباني